# Текие Афган-Мухаммед султана
Текие́ Афга́н-Мухамме́д султа́на (тат. Əfğənmөxəmmət soltan təkiəse, Әфганмөхәммә́т солта́н тәкиясе́) — усыпальница Афган-Мухаммед султана, сына хорезмского Араб Мухаммад-хана, на Старом посаде города Касимова Рязанской области России. Памятник средневековой татарской архитектуры. Построена рязанскими мастерами в 1649 году по заказу его жены Алтын ханым, дочери хорезмского хана, шибанида Хаджи Мухаммад-хана (Хаджим султана). Через три года здесь была похоронена и сама Алтын-ханым. 

## Архитектура
Текие Афган-Мухаммед султана — это единственное уцелевшее захоронение на старом кладбище, где нашли свой покой Фатима-Султан и Арслан — последние правители Касимовского ханства. 
Является двухкамерным мавзолеем со сводчатыми перекрытиями в традициях татарского зодчества. но во внешнем декоре использованы элементы русского «кирпичного узорочья» — типично русский прием кладки кирпича. В двухкамерном мавзолее сохранились три из четырёх надгробий с арабской графикой, которая за долгие годы значительно износилась. 

###### Надгробия
- под одним надгробьем покоится хорезмский служилый царевич Афган-Мухаммед султан, сын хивинского хана Араб Мухаммад-хана и младший брат хивинского хана Абулгази.
- под вторым надгробием покоятся останки жены Афган-Мухаммед султана, Алтын ханым, которая и заказала усыпальницу, о чем свидетельствует табличка над входом в текие.